# Ilja Alexandrowitsch Pomasun
Ilja Alexandrowitsch Pomasun (russisch Илья Александрович Помазун; * 16. August 1996 in Kaliningrad) ist ein russischer Fußballtorwart ukrainischer Abstammung.

## Karriere

### Verein
Pomasun begann seine Karriere bei ZSKA Moskau. Im März 2012 stand er gegen Zenit St. Petersburg erstmals im Kader der Profis von ZSKA. Nach mehreren Jahren als zweiter oder dritter Torwart ZSKAs debütierte er im August 2017 schließlich für die Profis der Moskauer in der Premjer-Liga, als er am vierten Spieltag der Saison 2017/18 gegen Rubin Kasan in der Startelf stand. In der Saison 2017/18 kam er insgesamt zu zwei Einsätzen. Da sich Pomasun jedoch nie gegen die Vereinslegende Igor Akinfejew durchsetzen konnte, kam er in den folgenden Saisonen meist nur sporadisch in den internationalen Bewerben oder dem Cup zum Zug, in der Liga blieben ihm zunächst weitere Einsätze verwehrt.
Daher wurde er zur Saison 2020/21 an den Ligakonkurrenten Ural Jekaterinburg verliehen. Zu Beginn der Saison musste er im Tor Urals Jaroslaw Hodsjur den Vortritt lassen, ehe er ab dem dritten Spieltag im Tor Jekaterinburgs gesetzt war. So kam er bis zur Winterpause zu 17 Einsätzen für Ural. Im Februar 2021 wurde die eigentlich bis Saisonende laufende Leihe vorzeitig beendet und ZSKA holte Pomasun per vertraglich vorhandener Option bereits in der Winterpause wieder zurück. Hier absolvierte er bis zum Saisonende zwei Ligaspiele. Zur Saison 2021/22 wurde er ein zweites Mal nach Jekaterinburg verliehen. In drei Jahren der Leihe kam er zu 94 Einsätzen im Oberhaus, aus dem er mit Ural aber 2024 abstieg.
Zur Saison 2024/25 kehrte er daraufhin nach Moskau zurück.

### Nationalmannschaft
Pomasun kam im Mai 2017 zu einem Einsatz für die russische U-21-Auswahl. Im März 2023 stand er erstmals im Kader der A-Nationalmannschaft. Sein Debüt im Nationalteam gab er im Oktober 2023 in einem Testspiel gegen Kenia.

## Persönliches
Pomasuns Vater Alexander (* 1971) war ebenfalls Fußballspieler und ukrainischer Nationalspieler, ehe er 1993 nach Russland wechselte und fortan für russische Auswahlen nominiert wurde.